# Деловые люди
«Деловые люди» — советская кинокомедия, снятая по новеллам О. Генри в 1962 году режиссёром Леонидом Гайдаем.
Название фильма заимствовано у сборника рассказов О. Генри «Деловые люди» (англ. Strictly Business; 1910) и открывающего этот сборник одноимённого рассказа. При этом ни одна из экранизированных новелл не входит в этот сборник: «Дороги, которые мы выбираем» и «Вождь краснокожих» вышли в сборнике «Коловращение» (англ. The Whirligigs; 1910), а «Родственные души» — в сборнике «Шестёрки-семёрки» (англ. Sixes and Sevens; 1911). Премьера фильма приурочена к 100-летию со дня рождения писателя.

## Сюжет
Фильм состоит из трёх не связанных между собой по сюжету новелл, основанных на рассказах американского писателя О. Генри. Первая новелла — трагическая, остальные две — комические:
- «Дороги, которые мы выбираем» (англ. The Roads We Take; 1904);
- «Родственные души» (англ. Makes the Whole World Kin; 1904);
- «Вождь краснокожих» (англ. The Ransom of Red Chief; 1907).

## В ролях

### «Дороги, которые мы выбираем»
- Владлен Паулус — Акула Додсон, маклер
- Александр Шворин — Боб Тидбол, сообщник Додсона в его сне
- Виктор Громов — мистер Уильямс, коллега Додсона

Не указанные в титрах
- Лев Лобов — проводник вагона
- Владимир Пицек — машинист
- Виктор Уральский — кочегар
- Юрий Чулюкин — клерк Пибоди, служащий в маклерской конторе Додсона

### «Родственные души»
- Ростислав Плятт — хозяин квартиры
- Юрий Никулин — грабитель

### «Вождь краснокожих»
- Георгий Вицин — Сэм, мошенник
- Алексей Смирнов — Билл Дрисколл, напарник Сэма
- Сергей Тихонов — Джонни Дорсет, он же Вождь Краснокожих (озвучивает Маргарита Корабельникова, в некоторых сценах актёр говорит своим голосом)
- Георгий Милляр — Эбенезер Дорсет, отец Джонни (нет в титрах)
- Евгений Евстигнеев — горожанин (озвучивание, нет в титрах)

## Съёмочная группа
- Автор сценария: Леонид Гайдай
- Режиссёр-постановщик: Леонид Гайдай
- Главный оператор: Константин Бровин
- Главный художник: Владимир Каплуновский
- Композитор: Георгий Фиртич
- Звукооператор: Игорь Майоров
- Дирижёры: Юрий Силантьев, Эмин Хачатурян
- Режиссёры: А. Ваничкин, В. Севастьянова
- Редактор: Е. Скиданенко
- Директора картины: Виктор Слонимский, В. Агеев
- Художник: Е. Кораблёв
- Художник по костюмам: Л. Наумова[1]
- Монтаж: Аллы Абрамовой
- Комбинированные съёмки: оператор — Н. Ренков, художник — Б. Носков.

## Съёмки
- Эпизод с ограблением поезда новеллы «Дороги, которые мы выбираем» снимался на железнодорожной станции города Яремче Ивано-Франковской области Украины. В кадре на несколько секунд появляется железнодорожный мост через реку Прут, сразу за которым виден портал тоннеля. Проезжающий по этому мосту паровоз, который грабители отцепляют от поезда и угоняют, — трофейный немецкий ТО (BR 56). Натурой для дальнейших сцен послужили: Белая скала в Белогорском районе Крымской области и Никитское ущелье в окрестностях Ялты.
- Большая часть новеллы «Вождь краснокожих» была снята в посёлке Куйбышево Крымской области[2].